# Айплатов, Геннадий Николаевич
Геннадий Николаевич Айпла́тов (16 апреля 1937, дер. Нижние Шактенважи, Горномарийский район, Марийская АССР, РСФСР, СССР — 15 июня 2025, Йошкар-Ола, Россия) — марийский историк и педагог. Исследователь истории Среднего Поволжья XVI—XVIII веков, создатель концепции истории Марийского края в период позднего феодализма. Автор свыше 170 печатных работ, в том числе нескольких монографий.

## Биография
Окончил историко-филологический факультет Марийского государственного педагогического института (1960), аспирантуру Московского областного педагогического института им. Н. К. Крупской (1966).
Заведующий отделом газеты «Молодой коммунист». С 1961 года научный сотрудник сектора истории Марийского научно-исследовательского института языка, литературы и истории.
С 1966 года в Марийском государственном педагогическом институте: старший преподаватель, доцент, заместитель декана историко-филологического факультета, проректор по научной работе. С 1974 года в Марийском государственном университете: проректор по учебной работе, профессор кафедры отечественной истории.
Депутат Верховного Совета Марийской АССР (1971—1975).
Председатель Марийского отделения Всесоюзного общества любителей книги (1974—1978).
Скончался 15 июня 2025 года в г. Йошкар-Оле.

## Научные, учёные и почётные звания и степени
- Кандидат исторических наук (1966)
- Доктор исторических наук (2002)
- Профессор (1992)
- Почётная грамота Республики Марий Эл (1997)
- Заслуженный деятель науки Марийской АССР (1987)
- Государственная премия Республики Марий Эл (2001) за книгу «Монастырская колонизация Марийского Поволжья» (в соавторстве)
- Заслуженный работник высшей школы Российской Федерации (2006)

## Основные научные работы
- Айплатов Г. Н. Навеки с тобой, Россия.— Йошкар-Ола, 1967.
- Айплатов Г. Н. История Марийской АССР. Учебное пособие.— Йошкар-Ола, 1968.
- Айплатов Г. Н., Иванов А. Г. История Марийского края в документах и материалах.— вып. 1. Эпоха феодализма.— Йошкар-Ола, 1992.
- Айплатов Г. Н., Иванов А. Г. Монастырская колонизация марийского Поволжья: По материалам Спасо-Юнгинского монастыря Козьмодемьянского уезда. 1625—1764. гг. Исследование. Тексты документов.— Йошкар-Ола, 2000.
- Айплатов Г. Н., Иванов А. Г. Русская палеография. Учебное пособие.— Йошкар-Ола, 2003.